# Dieter Nohlen
Dieter Nohlen (* 6. November 1939 in Oberhausen) ist ein deutscher Politikwissenschaftler, der vor allem zu Fragen der vergleichenden Regierungslehre und zu wirtschaftlichen, sozialen und politischen Problemen der „Dritten Welt“ geforscht hat. Er konnte zahlreiche, auch international einflussreiche Veröffentlichungen zu Wahlen und Wahlsystemen vorlegen. In Deutschland ist er durch teils mehrbändige Lexika und Handbücher zur Politik einem breiten Publikum bekannt geworden. Mehrere seiner Schriften wurden in etliche Sprachen übersetzt. Nohlen publiziert auch auf Englisch und Spanisch, vor allem in den Ländern Lateinamerikas.

## Leben
Dieter Nohlen ist der jüngste von drei Söhnen des Kaufmanns Otto Nohlen und seiner Ehefrau Wilhelmine, geb. Brahm. Er erlangte im Jahr 1960 sein Abitur am Städtischen neusprachlichen Gymnasium in Oberhausen-Sterkrade.
Anschließend studierte Nohlen Politische Wissenschaft, Geschichte und Romanistik an den Universitäten Köln, Montpellier und Heidelberg. Nohlen promovierte im Jahr 1967 bei Dolf Sternberger und Werner Conze mit der Arbeit Monarchischer Parlamentarismus und parlamentarische Regierung im Spanien des 19. Jahrhunderts.
Nach Jahren der Forschungs- und Lehrtätigkeit an der Universität Heidelberg ging er als Repräsentant der Konrad-Adenauer-Stiftung von 1970 bis 1973 nach Chile, unterrichtete dort u. a. an der Facultad Latinoamericana de Ciencias Sociales (FLACSO). An der Universität Tübingen habilitierte er sich im Jahr 1973 mit der Schrift Chile – Das sozialistische Experiment. Gutachter der Arbeit war Klaus von Beyme. Seit 1974 war Nohlen Professor für Politische Wissenschaft an der Universität Heidelberg. Einen Ruf nach Tübingen, der ihn 1989 erreichte, lehnte er ab. Seit 2005 ist er im Ruhestand. Seitdem hat er mehrere Gastprofessuren in Spanien und Lateinamerika wahrgenommen.
Nohlen ist mit Andrea Ebbecke-Nohlen verheiratet und hat vier Kinder.

## Ämter (Auswahl)
- Direktor des Instituts für Politische Wissenschaft der Universität Heidelberg (1978–1979)
- Dekan der Philosophisch-Historischen Fakultät der Universität Heidelberg (1990–1992)
- 2001–2002 Mitbegründer und wissenschaftlicher Direktor des „Heidelberg Center für Lateinamerika“ der Universität Heidelberg in Santiago de Chile

## Preise und Ehrungen
- 1991 Max-Planck-Forschungspreis vor allem für seine wissenschaftliche Zusammenarbeit mit dem „Interamerikanischen Institut für Menschenrechte mit Sitz in Costa Rica“ (zusammen mit Sonia Picado Sotela, seinerzeit Exekutivdirektorin des Interamerikanischen Instituts für Menschenrechte [IIDH] mit Sitz in San José/Costa Rica)
- 1995 Sonderpreis „Das politische Buch“ der Friedrich-Ebert-Stiftung für das achtbändige „Handbuch der Dritten Welt“ (3. Auflage 1992–1995), gemeinsam mit Franz Nuscheler
- 2000 Augsburger Universitätspreis für Spanien-, Portugal- und Lateinamerikastudien
- 2000 „Outstanding Academic Book of the Year“ der US-Rezensionszeitschrift Choice für das von ihm herausgegebene Buch „Elections in Africa. A Data Handbook“ (Gemeinsam mit Michael Krennerich und Bernhard Thibaut)[2]
- 2005 Universitätsmedaille der Universität Heidelberg „für seine Verdienste um die Gründung des ‚Heidelberg Center‘ für Lateinamerika in Santiago de Chile“
- 2005 Diplôme h. c. für Wahladministration der Université Panthéon II de Paris
- 2009 Profesor Honorario (Ehrenprofessor) der Universidad Andina Simón Bolívar, Sede Quito, Ecuador
- 2010 Doktor h. c. der Pontifícia Universidad Católica del Perú, Lima
- 2010 Doktor h. c. der Universidad de Buenos Aires, Argentinien
- 2011 Doktor h. c. der Benemérita Universidad Autónoma de Puebla, Mexiko
- 2012 Doktor h. c. der Universidad Mayor de San Marcos, Lima, Peru
- 2013 Doktor h. c. der Universidad Inca Garcilaso de la Vega, Lima, Peru
- 2014 Medalla Cívica im Grad “Defensor de la democracia” des Jurado Nacional de Elecciones, Peru

## Veröffentlichungen (Auswahl)
- mit Mario Kölling (Hrsg.): Spanien. Wirtschaft – Gesellschaft – Politik. 3. Auflage. Springer VS, Wiesbaden 2020. doi:10.1007/978-3-658-27638-6.
- Principio mayoritario, jurisdicción constitucional e integridad electoral. Tres ensayos. Universidad Autónoma de México, Mexiko-Stadt 2016.
- mit Florian Grotz (Hrsg.): Kleines Lexikon der Politik (= Beck’sche Reihe. 1418). 6., überarbeitete und erweiterte Auflage. C.H. Beck, München 2015, ISBN 978-3-406-68106-6.
- Ciencia política y justicia electoral. Quince ensayos y una entrevista. Universidad Autónoma de México, Mexiko-Stadt 2015, ISBN 978-607-02-6656-0.
- Gramática de los sistemas electorales. 2., überarbeitete und erweiterte Auflage. Tecnos, Madrid 2015, ISBN 978-84-309-6499-4.
- Ciencia política comparada. El enfoque histórico-empírico. Editorial Universidad de Granada, Granada 2013, ISBN 978-84-338-5584-8.
- mit Florian Grotz (Hrsg.): Kleines Lexikon der Politik (= Beck'sche Reihe. 1418). 5., überarbeitete und erweiterte Auflage. C.H. Beck, München 2011.
- Como estudiar Ciencia Política? Una introducción en trece lecciones. Fondo Editorial Pontificia Universidad Católica del Perú, Lima 2011, ISBN 978-9972-42-978-1.
- mit Philip Stöver (Hrsg.): Elections in Europe. A Data Handbook. Nomos, Baden-Baden 2010, ISBN 978-3-8329-5609-7.
- mit Rainer-Olaf Schultze (Hrsg.): Lexikon der Politikwissenschaft. 2 Bände. 4., überarbeitete und erweiterte Auflage. C.H. Beck, München 2010, ISBN 978-3-406-59234-8.
- Ciencia política y democracia en su contexto. Tribunal Contencioso Electoral, Quito 2010, ISBN 978-9978-92-842-4.
- Wahlrecht und Parteiensystem. Zur Theorie und Empirie der Wahlsysteme (= UTB. 1527). 7., überarbeitete und aktualisierte Auflage. Verlag Barbara Budrich, Opladen / Toronto 2014, ISBN 978-3-8252-4050-9.
- mit Arno Mohr (Hrsg.): Politikwissenschaft in Heidelberg. 50 Jahre Institut für Politische Wissenschaft. Winter Verlag, Heidelberg 2008, ISBN 978-3-8253-5452-7.
- Ciencia Política. Teoría institucional y relevancia del contexto. 2. Auflage. Editorial Universidad del Rosario, Bogotá 2008, ISBN 978-958-8298-77-1.
- mit anderen (Hrsg.): Tratado de derecho electoral comparado de América Latina. 2. Auflage. Fondo de Cultura Económica, Mexiko-Stadt 2007, ISBN 978-968-16-8283-5.
- Instituciones políticas en su contexto. Las virtudes del método comparativo. Rubinzal-Culzoni Editores, Buenos Aires 2007, ISBN 978-950-727-800-6.
- mit anderen: Diccionario de Ciencia Política. 2 Bände. Editorial Porrúa, Mexiko-Stadt 2006, ISBN 970-07-6115-0.
- El institucionalismo contextualizado. Editorial Porrúa, Mexiko-Stadt 2006, ISBN 970-07-6195-9.
- als Hrsg.: Elections in the Americas. A Data Handbook. Oxford University Press, 2 Bände, Oxford 2005, ISBN 0-19-925358-7.
- mit Andreas Hildenbrand: Spanien. Wirtschaft – Gesellschaft – Politik. Ein Studienbuch. 2. Auflage. Verlag für Sozialwissenschaften, Wiesbaden 2005, ISBN 3-531-30754-1.
- mit Hartmut Sangmeister (Hrsg.): Macht, Markt, Meinungen. Demokratie, Wirtschaft und Gesellschaft in Lateinamerika. Verlag für Sozialwissenschaften, Wiesbaden 2004, ISBN 3-531-14343-3.
- Sistemas electorales y partidos políticos. 3. Auflage. Fondo de Cultura Económica, Mexiko-Stadt 2004, ISBN 968-16-7092-2.
- El contexto hace la diferencia. Reformas institucionales y el enfoque histórico-empírico, UNAM, Mexiko-Stadt 2003, ISBN 970-32-0970-X.
- als Hrsg.: Lexikon Dritte Welt. Länder, Organisationen, Theorien, Begriffe, Personen. 12. vollständig überarbeitete Neuausgabe. Rowohlt, Reinbek bei Hamburg 2002, ISBN 3-499-16527-9.
- mit Florian Grotz und Christof Hartmann (Hrsg.): Elections in Asia and the Pacific. A Data Handbook. 2 Bände. Oxford University Press, Oxford 2001, ISBN 0-19-924958-X.